# Шарлотенбург-Вилмерсдорф
Шарлотенбург-Вилмерсдорф (на немски: Charlottenburg-Wilmersdorf) е четвъртият по големина окръг (Bezirk) в Берлин, Германия.
Създаден е през 2001 г. от сливането на бившите райони Шарлотенбург и Вилмерсдорф. Окръгът има площ 64,72 km² и население от 316 198 души (2007).